# فيليبي ماسا
فيليبي ماسا (بالبرتغالية: Felipe Massa‏) - ولاية ساو باولو 25 أبريل 1981 - البرازيل، سائق فريق فيراري فورميولا 1.
أهم إنجازاته :
- 2002 ف 1 ساوبر بتروناس، 4 نقاط، مركز 13، أفضل نتيجة له احتلال المركز الخامس في سباق إسبانيا.
- 2004 ساوبر بتروناس، المركز 12، 12 نقطة
- 2005 ساوبر بتروناس، المركز 13، 11 نقطة، أفضل نتيجة المركز 4 في كندا
- 2006 سكوديريا فيراري، المركز 3، 80 نقطة، انتصارين في جولة تركيا بإسطنبول بارك والبرازيل، 5 منصات، 3 انطلاقات من المركز الأول، أسرع لفة في سباقين.
- 2007 سائق أساسي في سكوديريا فيراري، وحل بالمركز الرابع بمجموع نقاط وصل إلى 94 نقطة خلف زميله في الفريق كيمي رايكونين، وسائقي فريق ماكلارين لويس هاميلتون وفرناندو ألونسو.
- 2008 سائق أساسي في سكوديريا فيراري، وحل بالمركز الثاني بمجموع نقاط وصل إلى 97 نقطة خلف السائق البريطاني لويس هاميلتون في اللحظات الأخيرة من سباق البرازيل آخر سباقات الموسم بعد أن كان في طريقه لتحقيق اللقب.
- 2009 سائق أساسي في سكوديريا فيراري، وحل بالمركز الحادي عشر بمجموع نقاط وصل إلى 22 نقطة. غاب عن السباقات منذ المرحلة التاسعة من سباقات الموسم في المجر بعد إصابته الخطيرة في الرأس خلال التجارب التأهيلية للسباق، نقل إثرها إلى المستشفى وأجريت له عملية جراحية عاجلة. ونصحة الأطباء بالابتعاد عن السباق لحين تعافيه الكامل. اجتاز ماسا الفحوصات الطبية التي أجراها في 10 أكتوبر 2009 في باريس بإشراف الاتحاد الدولي لسباق السيارات.[3] وأعلن فريق سكوديريا فيراري أن ماسا سيكون سائقا أساسيا للفريق خلال موسم 2010.
- 2010 سائق أساسي في سكوديريا فيراري، وحل سادسا في سجل بطولة العالم وتحقيقة 144 نقطة. ولكنّ نتائجه كانت مخيبة للامال، فبعد حادثته في 2009، لم يحقق أي انتصار مع فيراري.
- 2014 انتقل فيليبي ماسا إلى فريق وليامز وحلّ في مكان باستور مالدونادو.

## روابط خارجية
- فيليبي ماسا على موقع IMDb (الإنجليزية)
- فيليبي ماسا على موقع إن إن دي بي (الإنجليزية)
- فيليبي ماسا على موقع قاعدة بيانات الفيلم (الإنجليزية)
- فيليبي ماسا على موقع Racing-Reference.info (الإنجليزية)
- فيليبي ماسا على موقع DriverDB.com (الإنجليزية)
- فيليبي ماسا على موقع AS.com (الإسبانية)